# Tau Cygni
Tau Cygni (τ Cyg / τ Cygni) è un sistema stellare nella costellazione del Cigno, distante 66 anni luce dalla Terra. La magnitudine apparente del sistema è +3,73.

## Osservazione
Si tratta di una stella situata nell'emisfero celeste boreale. La sua posizione è fortemente boreale e ciò comporta che la stella sia osservabile prevalentemente dall'emisfero nord, dove si presenta circumpolare anche da gran parte delle regioni temperate; dall'emisfero sud la sua visibilità è invece limitata alle regioni temperate settentrionali e alla fascia tropicale. Essendo di magnitudine 3,7, la si può osservare anche dai piccoli centri urbani senza difficoltà, sebbene un cielo non eccessivamente inquinato sia maggiormente indicato per la sua individuazione.
Il periodo migliore per la sua osservazione nel cielo serale ricade nei mesi compresi fra fine giugno e novembre; nell'emisfero nord è visibile anche per un periodo maggiore, grazie alla declinazione boreale della stella, mentre nell'emisfero sud può essere osservata limitatamente durante i mesi dell'estate australe.

## Caratteristiche del sistema
Sebbene ci siano nove stelle vicine che potrebbero far parte del sistema e denominate con le lettere dalla "A" alla "I", non tutte sono realmente legate alla coppia principale, formata dalle componenti A e B. Il movimento relativo delle varie componenti indica che forse solo le componenti F e I, per quanto distanti, fanno parte del sistema.
Tau Cygni A, la principale, è classificata come una subgigante bianco-gialla tipo spettrale F2IV, nonostante qualche fonte la indichi ancora di sequenza principale. Con una temperatura effettiva di 6660 K emana 8,4 volte quanto emanato dal Sole. Ha un raggio di 2,5 volte più grande del Sole e la sua velocità di rotazione è di almeno 96 km/s, che comporta un periodo di rotazione inferiore a 1,1 giorni. La sua massa è di 1,65 masse solari e si dovrebbe trovare a metà strada della sua vita, stimata, per una stella di questa massa, in 2,5 miliardi anni.
Questa componente è una variabile Delta Scuti: il periodo di variazione è incerto, potrebbe essere compreso tra 2 e 3 ore, mentre la luminosità oscilla di 0,1 magnitudini.
Tau Cygni B, la seconda stella più brillante del sistema, completa un'orbita attorno Tau Cygni A ogni 49,62 anni. La distanza tra le due stelle varia tra 14,1 e 19,8 UA a causa dell'eccentricità dell'orbita; l'ultimo periastro tra le due componenti ha avuto luogo nel gennaio 1989. Il piano orbitale è inclinato di 46 ° rispetto al piano di cielo.
Tau Cygni B è una nana gialla di classe G0V simile al Sole con una temperatura superficiale di circa 5700 K, una massa 1,03 volte e un raggio 0,93 volte quello della nostra stella.
La terza componente del sistema, chiamata Tau Cygni F, è visivamente separata di 90 secondi d'arco da Tau Cygni A e, data la sua magnitudine (+12), dovrebbe trattarsi di una nana rossa di classe M2,5V avente una massa 0,4 volte quella solare. La sua distanza effettiva da A è di almeno 1.770 UA, e il periodo orbitale intorno alla coppia AB di oltre 43.000 anni.
Tau Cygni I completa il sistema di Tau Cygni, anche se è separata da ben 534″ da Tau Cygni A. Di sedicesima magnitudine, dalla sua luminosità si può dedurre che si tratta di una nana rossa di tipo M8 con una massa molto bassa. La distanza dal trio ABC è di almeno 10.800 UA e impiega più di 650.000 anni per completare un'orbita.